# Édouard Goursat
Pour les articles homonymes, voir Goursat.
Jean-Baptiste Édouard Goursat, né le 21 mai 1858 à Lanzac, mort le 25 novembre 1936 à Paris, est un mathématicien français dont le Cours d’analyse a longtemps fait autorité.

## Biographie
Édouard Goursat, d'une famille de petits cultivateurs, fait ses études secondaires au lycée de Brive-la-Gaillarde. Il obtient les baccalauréats ès lettres et ès sciences puis vient à Paris en 1875 pour étudier en classe de mathématiques spéciales au lycée Henri-IV. Il fait ensuite des études supérieures scientifiques de 1876 à 1879 à l'École normale supérieure, où il suit les conférences de Jean-Claude Bouquet, Gaston Darboux et Charles Briot, et à la faculté des sciences de l'université de Paris, où il suit les cours de calcul différentiel et intégral de Bouquet et ceux de mécanique rationnelle de Darboux. Il obtient les licences ès sciences mathématiques et physiques en 1878. De la même génération qu'Émile Picard et Paul Appell, il commence sa carrière de mathématicien en 1879 comme agrégé-préparateur à l'École normale supérieure durant un an puis chargé des fonctions de maître de conférences de mécanique à la faculté des sciences, en remplacement de Picard envoyé à Toulouse. Il obtient en 1881, âgé de 23 ans, le doctorat ès sciences mathématiques devant la faculté des sciences de Paris avec une thèse principale portant sur l'équation différentielle linéaire qui admet pour intégrale la série hypergéométrique. Il est alors chargé, en remplacement d’Émile Picard rappelé à Paris, du cours de calcul différentiel et intégral à la faculté des sciences de Toulouse jusqu'en novembre 1885, puis est maître de conférences de géométrie descriptive et de calcul différentiel et intégral à l'École normale supérieure (en remplacement de Jean-Claude Bouquet, décédé) durant 12 ans,. En novembre 1897, il succède à Picard comme professeur titulaire de la chaire de calcul différentiel et intégral de la faculté des sciences de Paris. Il enseigne également à partir de mars 1910 à l’École normale supérieure de Saint-Cloud. En 1931, il succède à nouveau à Picard à la chaire d'analyse supérieure et algèbre supérieure qu'il quitte en 1933. Il fut élu à l'Académie des sciences en 1919.
Goursat consacra l'essentiel de ses recherches aux fonctions de la variable complexe, aux intégrales abéliennes et à leurs applications à la résolution des équations différentielles.
Il est connu notamment pour le  lemme de Goursat qui termine la théorie des fonctions d'une variable complexe de Cauchy, mais aussi le lemme de Goursat en théorie des groupes.
Il est nommé chevalier de la Légion d'honneur en 1895 officier en 1923 et commandeur en 1931.

## Œuvres

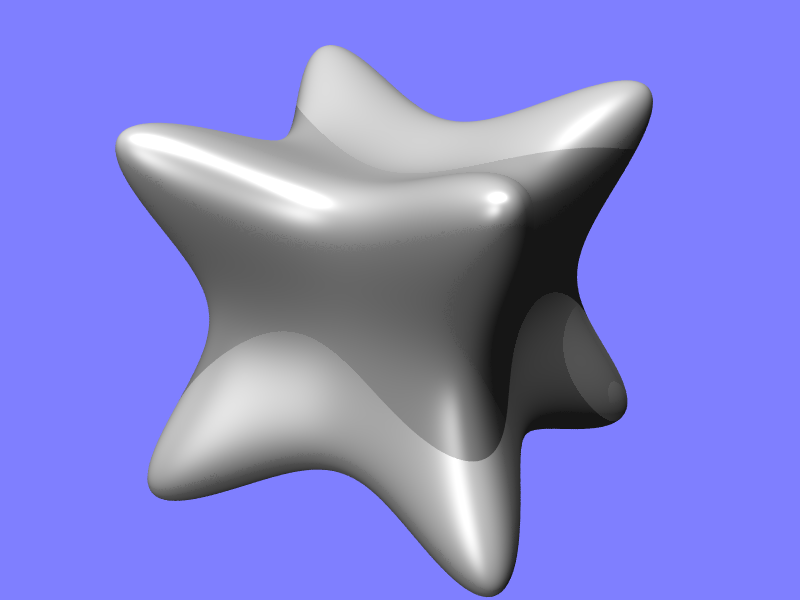
Cette surface étoilée, étudiée par Goursat, a pour équation

L’ouvrage le plus connu de Goursat est son cours d'analyse, qui couvre l'ensemble de la discipline, du moins telle qu'on pouvait la connaître vers 1900. L'auteur en révisa les éditions successives jusqu'à sa mort. Ce cours reflète la part écrasante prise par l'analyse classique dans l'enseignement des mathématiques en France jusqu'en 1920, c'est-à-dire jusqu'à ce que l'influence de l'école algébrique allemande se fasse sentir à l'initiative du collectif Bourbaki. Les jeunes mathématiciens de l'entre-deux guerres considérèrent alors avec dédain ce cours d'analyse, trop touffu et ne répondant plus aux nouveaux canons de la rigueur ensembliste.
- Leçons d'algèbre par Ch. Briot. L'édition a été revue et mise à jour par Goursat en 1905.
- Cours d'Analyse mathématique, 3 vol., Gauthier-Villars, Paris, 1902-1913.
  - Volume 1 - Applications de l'analyse à la géométrie, développement en série, intégrales définies, calcul différentiel.
  - Volume 2 - Fonctions de la variable complexe et équations différentielles.
  - Volume 3 - Méthode de variation de la constante, équations aux dérivées partielles et équations différentielles du second ordre, calcul des variations.
- Leçons sur l'intégration des équations aux dérivées partielles du premier ordre,Gauthier-Villars, Paris,1ère édition 1891, 2e édition 1920.
- Leçons sur l'intégration des équations aux dérivées partielles du second ordre, tome I, tome II, Hermann, Paris,1896-1898.
- Leçons sur le problème de Pfaff, Hermann, Paris, 1922.
- Le problème de Backlund Gauthier-Villars, Paris, 1925.
- Leçons sur les séries hypergéométriques et sur quelques fonctions qui s'y rattachent, Gauthier-Villars, Paris, 1936.
- Théorie des fonctions algébriques et de leurs intégrales, avec P. Appell, Gauthier-Villars, Paris,1895.
- Théorie des fonctions algébriques et de leurs intégrales, avec P. Appell et P. Fatou, 2 vol., Gauthier-Villars, Paris,1929-1930.

## Sujets connexes
- Le Lemme de Goursat énonce que l'intégrale d'une fonction analytique sur un contour fermé est nulle.
- Le théorème de Goursat et Levi-Civita concerne les champs de force centrale en mécanique newtonienne du point
- La règle de L'Hôpital, qui permet de calculer la limite du quotient de deux fonctions tendant vers 0, fut baptisée ainsi par Goursat dans son Cours d'analyse mathématique.